# Solanum bullatum
Solanum bullatum är en potatisväxtart som beskrevs av Vell. Solanum bullatum ingår i släktet skattor som ingår i familjen potatisväxter. Inga underarter finns listade i Catalogue of Life.